# Поточани
Поточа́ни —  село в Україні, у Нараївській сільській громаді Тернопільського району Тернопільської області. Розташоване на річці Золота Липа, на заході району. До 5 квітня 2019 року підпорядковане Рекшинській сільській раді.
Населення — 349 осіб (2007). Дворів — 136.

## Географія

### Клімат
Для села характерний помірно континентальний клімат. Поточани розташовані у «холодному Поділлі» — найхолоднішому регіоні Тернопільської області.
| Клімат Поточан            | Клімат Поточан | Клімат Поточан | Клімат Поточан | Клімат Поточан | Клімат Поточан | Клімат Поточан | Клімат Поточан | Клімат Поточан | Клімат Поточан | Клімат Поточан | Клімат Поточан | Клімат Поточан | Клімат Поточан |
| Показник                  | Січ.           | Лют.           | Бер.           | Квіт.          | Трав.          | Черв.          | Лип.           | Серп.          | Вер.           | Жовт.          | Лист.          | Груд.          | Рік            |
| Середній максимум, °C     | −1,7           | −0,3           | 4,5            | 12,5           | 18,5           | 21,8           | 23,1           | 22,5           | 18,2           | 12,4           | 5,2            | 0,3            | 11             |
| Середня температура, °C   | −4,6           | −3,1           | 1,0            | 7,8            | 13,2           | 16,5           | 17,8           | 17,1           | 13,2           | 8,0            | 2,4            | −2,1           | 7              |
| Середній мінімум, °C      | −7,4           | −5,9           | −2,5           | 3,1            | 8,0            | 11,3           | 12,6           | 11,8           | 8,2            | 3,6            | −0,4           | −4,5           | 3              |
| Норма опадів, мм          | 33             | 32             | 34             | 50             | 78             | 91             | 96             | 72             | 57             | 40             | 38             | 42             | 663            |
| ------------------------- | -------------- | -------------- | -------------- | -------------- | -------------- | -------------- | -------------- | -------------- | -------------- | -------------- | -------------- | -------------- | -------------- |
| Джерело: climate-data.org |                |                |                |                |                |                |                |                |                |                |                |                |                |

## Історія
Перша писемна згадка — 13 грудня 1357 р.
У 1375 році шляхтич з Сілезії Миколай Авданець отримав від князя Владислава Опольського село Поточани. 22 липня 1423 року львівський латинський архієпископ Ян Жешовський виміняв у шляхтича Якуша з Поточан село взамін за Явче.
У податковому реєстрі 1515 року в селі документується 4 лани (близько 100 га) оброблюваної землі.
1626 року внаслідок нападу татар село було зруйноване на 67 %.
Діяли «Просвіта» та інші товариства, кооператива.
12 червня 2020 року, відповідно до розпорядження Кабінету Міністрів України № 724-р «Про визначення адміністративних центрів та затвердження територій територіальних громад Тернопільської області» увійшло до складу Нараївської сільської громади.
19 липня 2020 року, в результаті адміністративно-територіальної реформи та ліквідації Бережанського району, село увійшло до складу Тернопільського району.

## Політика

### Парламентські вибори, 2019
На позачергових парламентських виборах 2019 року у селі функціонувала окрема виборча дільниця № 610041, розташована у приміщенні школи.
Результати
- зареєстровано 200 виборців, явка 56,50%, найбільше голосів віддано за Всеукраїнське об'єднання «Батьківщина» — 26,85%, за «Слугу народу» — 21,30%, за Радикальну партію Олега Ляшка — 12,96%[9]. В одномандатному окрузі найбільше голосів отримав Іван Чайківський (Слуга народу) — 50,46%, за Володимира Кісілевича (Слуга народу) — 19,27%, за Тараса Юрика (Європейська Солідарність) і Петра Репелу (Всеукраїнське об'єднання «Батьківщина») — по 9,17%[10].

## Пам'ятки
- Церква Перенесення мощей святого Миколая (1902, кам'яна),
- Пам'ятник Т. Г. Шевченку (відновлено 1990),
- Встановлено пам'ятний хрест на честь скасування панщини (відновлено 1990).
- Насипана символічна могила жертвам сталінізму.

## Соціальна сфера
Працюють загальноосвітня школа 1-2 ступенів, клуб, бібліотека, ФАП, торгові заклади.

## Зауваги
1. ↑  у джерелі помилково вказано Авдонець

## Галерея

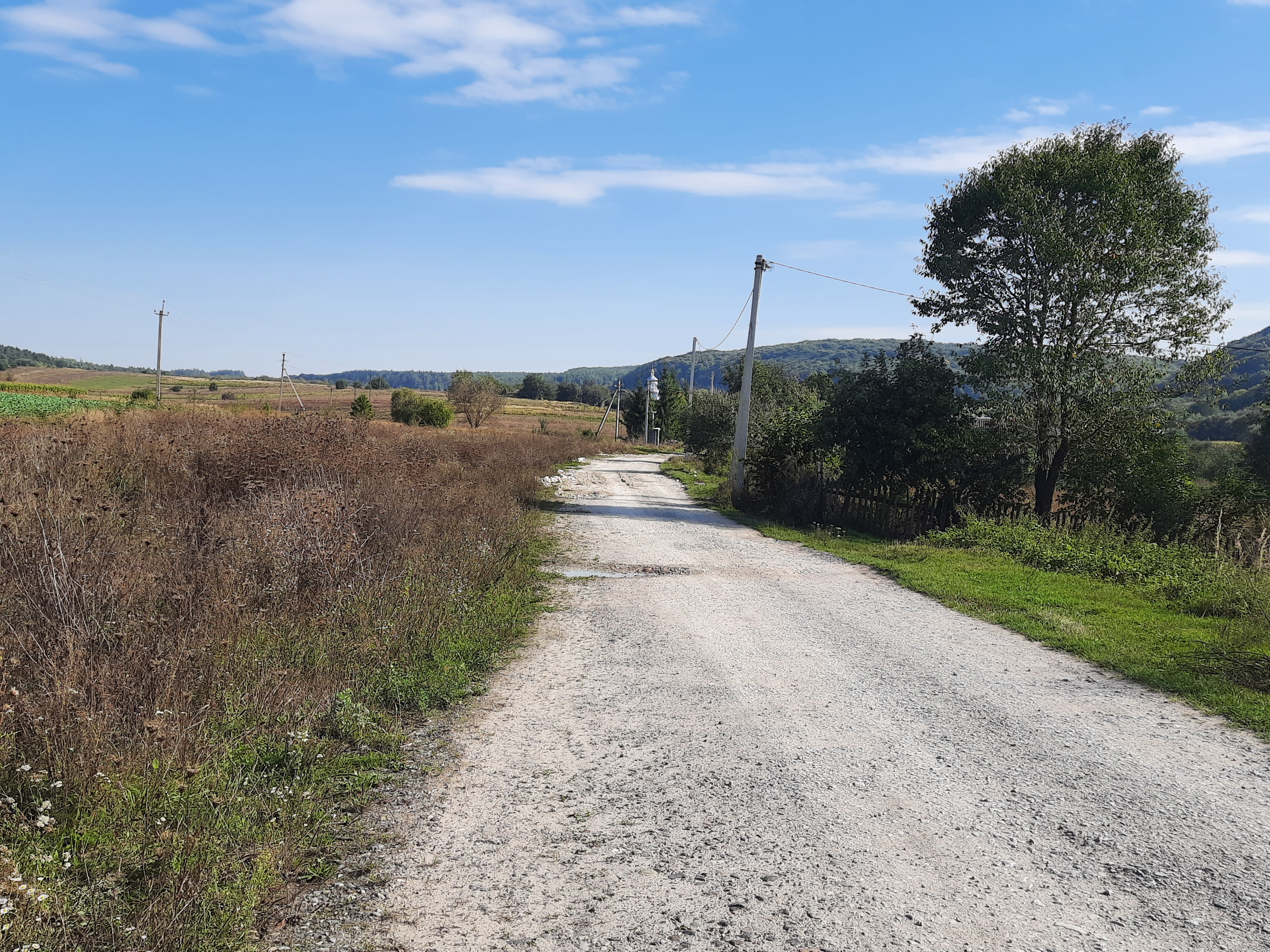
В'їзд у село
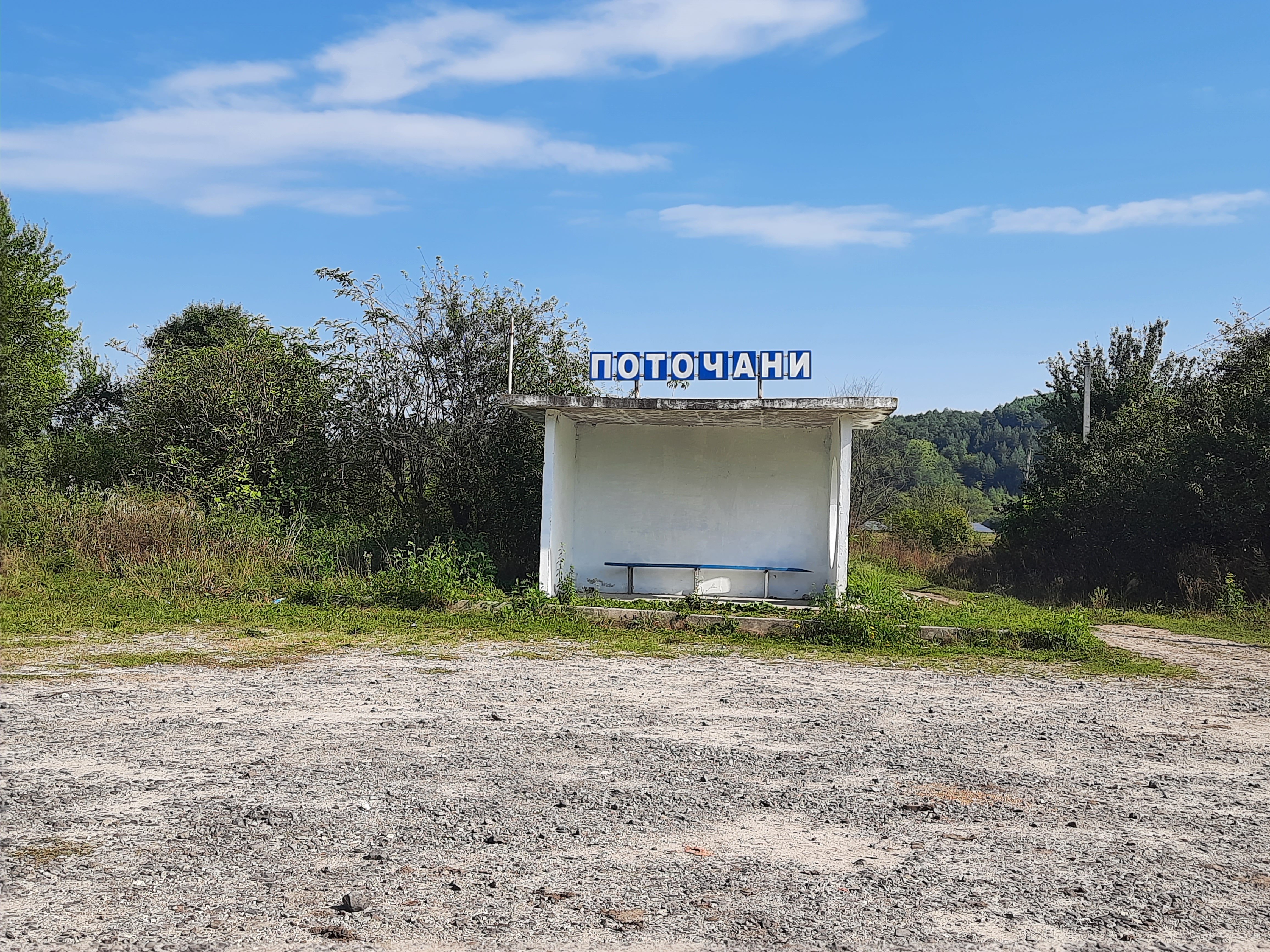
Автобусна зупинка
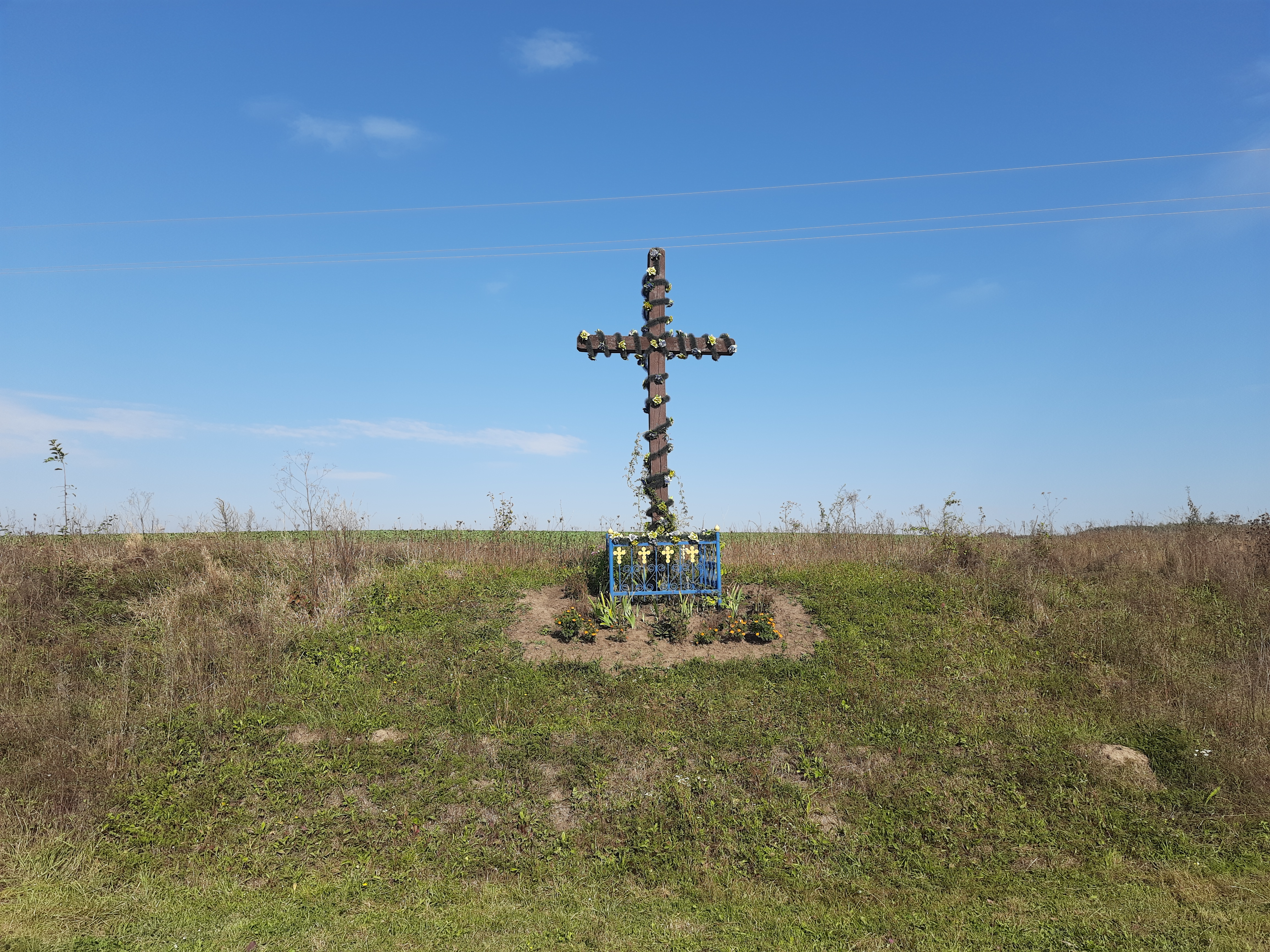
Пам'ятний хрест на околиці села